# كريستانتوس أوزوينيي
كريستانتوس إيجيكي أوزوينيي (بالإنجليزية: Christantus Ejike Uzoenyi)؛ مواليد 23 مارس 1988 في آبا، نيجيريا، هو لاعب كرة قدم نيجيري يلعب لنادي إينوغو رينجرز كلاعب وسط. بدأ إيجيكي مسيرته الرياضية عام 2005 مع نادي إنيمبا.

## المنتخبات الوطنية
انطلقت مسيرة إيجيكي الدولية في 2012، حيث خاض مع منتخب نيجيريا منافسات كأس أفريقيا للأمم 2013، والتي فازت بها نيجيريا. في 2014، كان ضمن المنتخب النيجيري الذي شارك في بطولة أفريقيا للمحليين.

## الجوائز والإنجازات

### الإنجازات مع النادي أو المنتخب
| النادي أو المنتخب        | البطولة           | مرات الفوز | الأعوام أو المواسم |
| ------------------------ | ----------------- | ---------- | ------------------ |
| منتخب نيجيريا لكرة القدم | كأس أفريقيا للأمم | 1          | 2013               |

## روابط خارجية
- كريستانتوس أوزوينيي على موقع الاتحاد الدولي (مؤرشف)  (الإنجليزية)
- كريستانتوس أوزوينيي على موقع قاعدة بيانات كرة القدم.إي يو (الإنجليزية)
- كريستانتوس أوزوينيي على موقع ناشيونال فوتبول تيمز (الإنجليزية)
- كريستانتوس أوزوينيي على موقع Soccerway.com (الإنجليزية)
- كريستانتوس أوزوينيي على موقع عالم كرة القدم.نت (الإنجليزية)
- كريستانتوس أوزوينيي على موقع AS.com (الإسبانية)